# Alberto Du Bois
Alberto Du Bois (Bahía Blanca, 1921), que a veces aparece escrito como Alberto Dubois, es un director y guionista de cine. Fue uno de los fundadores de la entidad Directores Argentinos Cinematográficos en 1958.

## Filmografía
Director
- 1951: Yo soy el criminal.
- 1954: El asesino está en libertad (inédita).
- 1954: Horas marcadas.
- 1956: Los torturados.
- 1959: La sangre y la semilla.
- 1959: En la vía (inédita).
- 1962: La Flor de Irupé.
- 1964: Acosada.
- 1964: Un soltero en apuros.
- 1966: Los corruptores (inédita).
- 1967: Mi secretaria está loca... loca... loca.
- 1968: Destino para dos.

Productor
- 1956: Los torturados.

Guionista
- 1951: Pocholo, Pichuca y yo.
- 1962: La Flor de Irupé.
- 1964: Acosada.
- 1967: Mi secretaria está loca... loca... loca.

Asistente de dirección
- 1949: Apenas un delincuente.
- 1950: Captura recomendada o  El inspector Stugart.

Recopilador
- 1968: El resurgimiento de una Nación.

Ayudante de dirección
- 1947: El que recibe las bofetadas.